# Distrito de Fa'asaleleaga
Fa'asaleleaga es un distrito de Samoa. Está en el sector del este de Savai'i, y tiene una población (censo 2001) de 12.949 pobladores. Su capital es Safotulafai, donde los jefes y los oradores del distrito celebran sus reuniones en Fuifatu malae.
Faasaleleaga es un distrito importante de Malietoa y tiene estrechos vínculos políticos con Tuamasaga. Safotulafai es consultado siempre por la aldea de Malie (Tuamasaga), junto con Manono (Aiga-i-le-Tai), en la elección de "Malietoa". Safotulafai también tiene vínculos tradicionales con Saleaula, la capital del distrito Gaga’emauga.
Sapapalii es otra aldea importante en este distrito. Allí desembarcó John Williams, el primer misionero cristiano en Samoa. Sapapalii pasó a ser el segundo asentamiento en 1750, cuando el "Malietoa" Ti’a se instaló allí.
En el siglo XX, otra aldea de este distrito, Salelolodquirió importancia como centro comercial y puerto principal de Savai'i.